# Jánoshalma-kunfehértói erdők
Jánoshalma-kunfehértói erdők este o arie protejată (arie specială de conservare — SAC, sit de importanță comunitară — SCI) din Ungaria întinsă pe o suprafață de 1.341,34 ha, integral pe uscat.

## Localizare
Centrul sitului Jánoshalma-kunfehértói erdők este situat la coordonatele 46°21′18″N 19°22′02″E / 46.355°N 19.367222°E.

## Înființare
Situl Jánoshalma-kunfehértói erdők a fost declarat sit de importanță comunitară în mai 2004 pentru a proteja 2 specii de plante și 4 specii de animale. Situl a fost protejat și ca arie specială de conservare în februarie 2010.

## Biodiversitate
Situată în ecoregiunea panonică, aria protejată conține 5 habitate naturale: Păduri stepice euro-siberiene cu Quercus spp., Păduri mixte riverane de Quercus robur, Ulmus laevis și Ulmus minor, Fraxinus excelsior sau Fraxinus angustifolia, de-a lungul marilor râuri (Ulmenion minoris), Tufărișuri subcontinentale peripanonice, Tufărișuri panonice ale dunelor de nisip continentale (Junipero-Populetum albae), Stepe panonice nisipoase.
La baza desemnării sitului se află mai multe specii protejate:
- plante (2): Colchicum arenarium, Iris humilis subsp. arenaria
- nevertebrate (4): Carabus hungaricus, croitorul mare al stejarului (Cerambyx cerdo), Cucujus cinnaberinus, Euplagia quadripunctaria

Pe lângă speciile protejate, pe teritoriul sitului au mai fost identificate 26 de specii de plante, 3 specii de amfibieni, 3 specii de mamifere, 50 de specii de nevertebrate, 4 specii de reptile.